# تپه مزرعه نو
تپه مزرعه نو در شهرستان ملایر، بخش سامن، دهستان سامن، روستای امیرالامرا واقع شده و این اثر در تاریخ ۲۵ آبان ۱۳۸۷ با شمارهٔ ثبت ۲۳۷۱۷ به‌عنوان یکی از آثار ملی ایران به ثبت رسیده است.